# 俺たち三人組
- 韓国のテレビドラマ > 文化放送 (韓国)のテレビドラマ > MBCシットコム > 俺たち三人組

『俺たち三人組』（おれたち さんにんぐみ、原題：세 친구〈セ チング〉）は、韓国MBCにて2000年2月14日から2001年4月9日まで放送されたテレビドラマ（シチュエーション・コメディ）。全57話。
フィットネスクラブのマネージャーを演じるユン・ダフン、ブティックの営業職役パク・サンミョン、精神科クリニック院長役のチョン・ウンインの3人の主人公たちの、職場での様子や家族との関係を題材としている。この作品の前の時間帯に放送されていた月火ドラマ『アジュンマ』の人気と相まって最高37パーセントの高視聴率を挙げた。演出はソン・チャンイ、脚本はイ・ソンウン、モク・ヨンヒ他。
おもな出演者は、3人の主人公を演じるチョン・ウンイン、パク・サンミョン、ユン・ダフンの他にイ・イジョン、チェ・ジョンウォン、アン・ムンスク、アン・ヨンホンで、韓国におけるシチュエーション・コメディの通例どおり以上の出演者は、ウンイン、サンミョン、ダフン、イジョン、ジョンウォンなど俳優本人の名前と同じ役名の登場人物を演じている。